# Fräulein Schmetterling
Fräulein Schmetterling ist ein deutscher Spielfilm von Kurt Barthel, der Anfang 1966 im Rohschnitt vollendet war. Der unfertige Film, der als Experiment der DEFA galt, wurde 1966 im Zuge des 11. Plenums des ZK der SED verboten. Auf Grundlage des Drehbuchs entstand ab 2002 eine Film-Montage der erhaltenen Spielfilmszenen und Tonfragmente, die 2005 uraufgeführt wurde. Seit April 2021 liegt Fräulein Schmetterling nach einer erneuten Rekonstruktion erstmals als endmontierter Film vor. Die rekonstruierte Fassung ist über die Onlineplattform Progress Film öffentlich zugänglich und lizenzierbar. Ihre Fernsehpremiere hatte sie in der Nacht vom 25. zum 26. Juni 2021 im Programm des MDR.

## Handlung
Die 17-jährige Helene Raupe, die in ihrer Fantasie schon einmal fliegen kann, lebt mit ihrer sechsjährigen Schwester Asta in einem Altbauviertel in Berlin. Als ihr Vater, ein Tabakwarenhändler, stirbt, wird der Laden des Vaters geschlossen, obwohl Helene ihn stets mit ihrem Vater gemeinsam geführt hatte. Dem Altbauviertel droht der Abriss. Eine Tante aus Potsdam verspricht, sich um die beiden Schwestern zu kümmern, reist jedoch nach kurzer Zeit wieder nach Potsdam ab. Bei ihr können die Schwestern nicht wohnen, da die Tante angeblich wenig Platz hat. Helene muss sich nun um ihre Schwester kümmern.
Obwohl Helene sich in ihren Träumen ein Leben als Stewardess oder Model vorstellt, wird sie von Stadtbezirksmitarbeiter Himmelblau als Fischverkäuferin in die Berliner Markthalle vermittelt, wo sie jedoch versagt. Als der Laden die Mangelware Räucheraale im Angebot hat, ist Helene dem Kundenansturm nicht gewachsen, macht Fehler in der Abrechnung und wird schließlich entlassen. Himmelblau vermittelt sie nun an ein Exquisit-Modegeschäft, wo sie mit ihrer direkten Art jedoch die Kunden verprellt. Erneut wird sie entlassen und träumt sich in eine eigene Welt, in der sie eine erfolgreiche Verkäuferin mit vielen freundlichen und zufriedenen Kunden ist.
Jugendfürsorgerin Frau Fertig erscheint bei Helene, um sich nach dem Wohlbefinden der Schwestern zu erkundigen. Sie ist entsetzt, als sie erfährt, dass die Tante sich nicht um die Mädchen kümmert und Helene schon zum zweiten Mal ihre Arbeit verloren hat. Helene jedoch findet als Busschaffnerin eine neue Anstellung und kann so der angedrohten Heimeinweisung entgehen. In Busfahrer Kubinke findet Helene einen väterlichen Freund und auch die Arbeit macht ihr Spaß. Als es jedoch zum Streit mit einem Fahrgast kommt, der kein Ticket kaufen will, gibt Helene die Arbeit als Schaffnerin freiwillig auf. Bei dem Fahrgast handelt es sich um den jungen Boxer, in den sie unglücklich verliebt ist, den sie aber wegen Zudringlichkeit vor Kurzem abgewiesen hat. An ihrem 18. Geburtstag wird Helene mit ihrer Schwester von der Tante in einen Zirkus eingeladen, wo sie fasziniert einem Pantomimen zusieht, der in seinem Spiel die Sonne fängt. Wenig später muss sie sich erneut vor Frau Fertig verantworten, die Helene abweisend gegenübersteht. Frau Fertig verpflichtet Helene, ihre Arbeit als Busschaffnerin wieder aufzunehmen. Asta muss zur Tante nach Potsdam ziehen.
Helene hat eine Neubauwohnung zugewiesen bekommen. Am Altbau, in dem Helene lange Zeit gewohnt hat, rücken nun die Bagger an. Als Helene ein letztes Mal die vertraute Umgebung besucht, findet sie in ihrer alten Wohnung ihre Schwester Asta, die aus dem Haushalt der Tante ausgerissen ist. Beide Mädchen denken über ihre Lage und das Recht oder Unrecht der Instanzen um sie herum nach. Sie verlassen die Wohnung und gehen zum Zirkus, wo sie erneut den Pantomimen auf der Bühne sehen. Der wählt an diesem Abend Helene als Partnerin für eine Aufführung und gemeinsam stellen sie die Ereignisse der letzten Wochen nach, die verschiedenen Arbeitsstationen Helenes und den Kampf mit der Bürokratie. Am Ende überreicht der Pantomime Helene eine Sonnenblume und das Mädchen fühlt sich befreit. Zusammen mit dem Pantomimen kommen die Schwestern aus dem Zirkuszelt und verteilen Sonnenblumen an die mürrischen Passanten, die plötzlich freundlich blicken. Der Film endet mit der Feststellung aus dem Off „Das gibt’s ja gar nicht“.

## Produktion

### Dreh und Verbot bis 1966

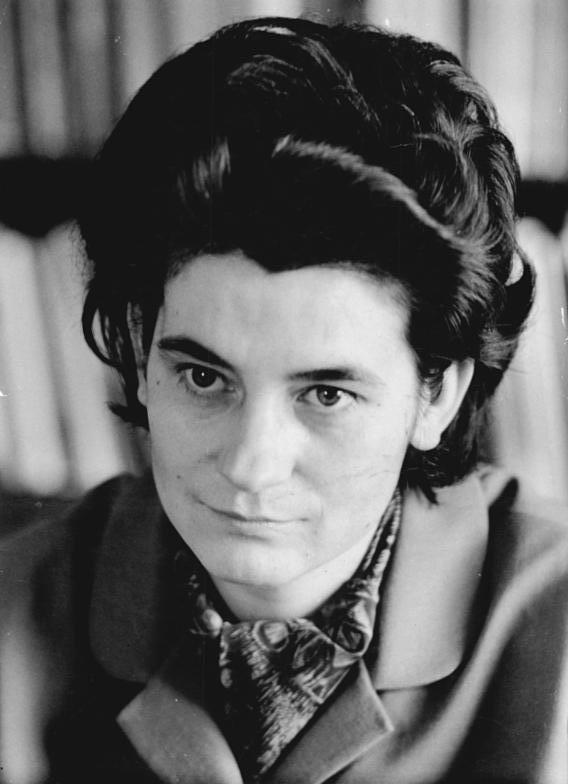
Christa Wolf, Drehbuchautorin des Films

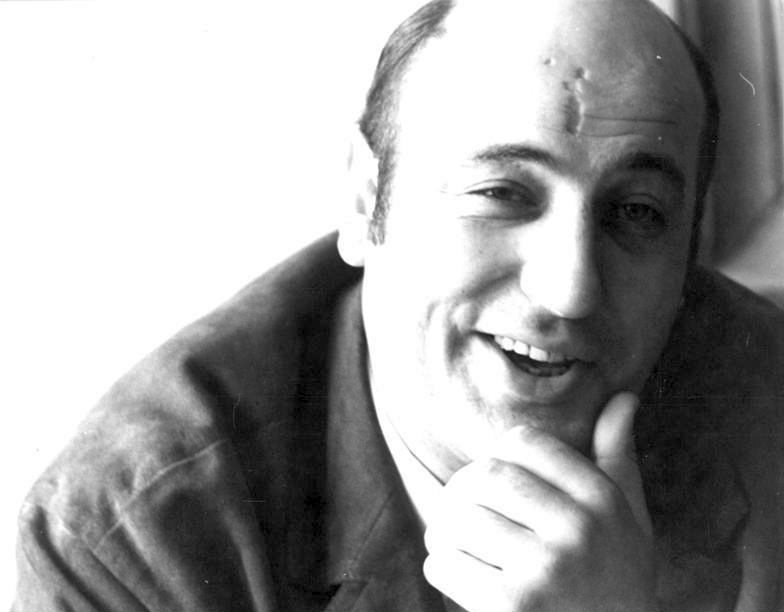
Manfred Krug, dessen nachträglich eingesprochener Filmkommentar einzelnen Szenen die Schärfe nehmen sollte

Fräulein Schmetterling beruht auf einem Drehbuch des Ehepaars Christa und Gerhard Wolf, das Regisseur Kurt Barthel 1963 bei seiner Arbeit an Der geteilte Himmel kennengelernt hatte. Barthel wollte mit Fräulein Schmetterling sein Regiedebüt vorlegen. Ursprünglich war die filmische Umsetzung der Geburt eines Schmetterlings („Helene Raupe“) angedacht, in der das künstlerische Potenzial eines Mädchens entdeckt wird. Im Arbeitsprozess wurde der Film schließlich zu einer Darstellung der Selbstverwirklichung eines Mädchens und der Frage, inwieweit diese mit den Mechanismen des Staates kollidiert. Die Darstellung der Probleme und Gedanken der Jugend in der DDR war in den 1960er-Jahren zunehmend durch den Film aufgegriffen worden.
Für die Hauptfigur hatten Christa und Gerhard Wolf Schauspielerin Jutta Hoffmann vorgesehen, die jedoch zu dieser Zeit am späteren Verbotsfilm Karla arbeitete. So musste die Rolle neu besetzt werden und man wählte schließlich die tschechische Pantomimin Melania Jakubisková für die Rolle der Helene Raupe aus. Fräulein Schmetterling wurde vom 30. August bis 8. Dezember 1965 gedreht. Unter anderem wurde mit versteckter Kamera gearbeitet, so bei den Szenen auf dem Fischmarkt und im Exquisit, wo reale Dialoge der Kunden eingefangen wurden. Das Budget des Films, der in seiner Vermischung von Real-, Fantasie- und Dokumentarfilmszenen intern als „Versuchsfilm“ galt, lag bei mehr als 900.000 Mark.
Im Rahmen des 11. Plenum des ZK der SED Mitte Dezember 1965 wurden eine Reihe von DEFA-Filmen kritisiert und in der Folge verboten (→ Kellerfilm) oder gar vernichtet, darunter Denk bloß nicht, ich heule, Das Kaninchen bin ich, Spur der Steine und Jahrgang 45. Daraufhin wurden alle gerade abgedrehten oder im Entstehen begriffenen DEFA-Filme einer Revision unterzogen. Bereits kurz nach dem 11. Plenum des ZK der SED nahm das Studio erste Veränderungen am noch nicht vorgeführten Film vor. Manfred Krug sprach Ende Dezember einen von Christa Wolf geschriebenen Kommentar ein, der bestimmte Szenen des Films relativieren und abschwächen sollte, einzelne Szenen mit versteckter Kamera wurden entfernt und Frau Fertig in Frau Fenske umbenannt.
Fräulein Schmetterling wurde den Kulturfunktionären am 4. Februar 1966 im Rohschnitt vorgeführt. Daraufhin brach man die Arbeit am Film ab. Zwar sollten in den folgenden drei Monaten Veränderungsvorschläge für den Film unterbreitet werden, doch kam es dazu nicht. Im April 1966 fand eine erneute Vorführung des Rohschnitts statt, in dessen Folge der Film endgültig verboten wurde. „Die Kritik ist verheerend: Fräulein Schmetterling entspräche der DDR-Wirklichkeit nicht und gestalte nicht das sozialistische Menschenbild. Alle vom 11. Plenum des ZK der SED kritisierten falschen und schädlichen ideologischen Auffassungen seien vertreten. Der Film sei eine grobe Verfälschung des Lebens in der DDR“. Regisseur Kurt Barthel drehte anschließend mit Die Nacht im Grenzwald seinen einzigen Spielfilm und wechselte danach in das Dokumentarfilmstudio der DEFA.

### Rekonstruktion und Premiere
Nach der Wende erfolgte die Aufarbeitung der verbotenen Kellerfilme, die nun zum Teil rekonstruiert wurden und ihre Premiere erlebten. Barthel sichtete das Material zu Fräulein Schmetterling, entschied sich jedoch gegen eine Rekonstruktion des halbfertigen Films, da die Intentionen des Filmteams für das aktuelle Publikum nicht mehr begreifbar gemacht werden könnten. Die Rekonstruktion begann schließlich im Sommer 2002 und wurde durch Ralf Schenk und Ingeborg Marszalek vorgenommen. Es zeigte sich, dass nahezu alle Aufnahmen vorhanden waren, jedoch weite Teile der Tonspur fehlten. Da einige Darsteller des Films bereits verstorben waren, entschied man sich gegen eine neue Vollsynchronisierung. Fräulein Schmetterling wurde zudem nur als Materialdokumentation, nicht jedoch als Spielfilm rekonstruiert: „Das bedeutete, die jeweils besten, ton- und bildseitig möglichst kompletten Einstellungen zu finden und zu montieren. Szenen, die aus mehreren Blickwinkeln vorlagen, wurden entsprechend mehrfach in die Dokumentation einbezogen, nicht verständliche oder fehlende Dialoge untertitelt. […] Die vorliegende Fassung ist also kein kompletter Film, sondern eine Montage der überlieferten Einstellungen nach dem Originaldrehbuch.“ Die Rekonstruktion des Films war im Dezember 2004 beendet.
Am 16. Juni 2005 erlebte die rekonstruierte Fassung im Berliner Kino Blow Up in Anwesenheit von Regisseur Kurt Barthel seine Premiere. Im Juli 2005 wurde er auch im Berliner Kino Babylon Mitte gezeigt. Im November 2005 lief Fräulein Schmetterling in einer Sondervorführung auf dem 2. CineFest in Hamburg; 2007 wurde der Film im Kulturrathaus Dresden gezeigt. Die Aufführung von Fräulein Schmetterling ist auf nichtkommerzielle Veranstaltungen beschränkt. „Begleitet werden die Aufführungen durch Einführungen, die auf die Besonderheiten der fertig gestellten Fassung eingehen.“

### Synchronisation
Da für viele Szenen keine Tonspur mehr vorlag, wurden betreffende Einstellungen, sowie Melania Jakubiskovás slowakischer Dialog nachsynchronisiert. Regina Kette schrieb das Dialogbuch und Marion Schöneck führte Regie. Freimut Götsch, der im Film einen Freund des Boxers spielt, synchronisiert hier einen Fahrgast.
| Rolle                    | Darsteller          | Synchronsprecher    |
| ------------------------ | ------------------- | ------------------- |
| Helene Raupe             | Melania Jakubisková | Lina Rabea Mohr     |
| Asta Raupe               | Christa Heiser      | Magdalena Gröllmann |
| Leiterin des Exquisit    | Irene Korb          | Sabine Arnhold      |
| Boxer                    | Heinz-Jörg Hermann  | Peter Becker        |
| Marion, Helenes Freundin | Karin Heinrich      | Linn Reusse         |
| Fischverkäuferin         | Anni Müller         | Judith Steinhäuser  |

## Kritik
Der Progress Film-Verleih nannte Fräulein Schmetterling „ein poetisches Gegenwartsmärchen über das Lebensgefühl junger Leute, eine Parabel über den Ausbruch aus Enge und Normalität, über den Traum vom Glück.“
„Das vorliegende Fragment, eine Zusammenführung von Fiktionalem und Dokumentarischem, wurde anhand des überlieferten Materials zu einem spannenden, historisch wie ästhetisch reizvollen Werk rekonstruiert“, befand das Lexikon des internationalen Films.

## Hörfunk
- Thomas Gaevert: „Der Film ist nihilistisch!“. Fräulein Schmetterling – Geschichte eines Verbots. Hörfunkdokumentation Südwestrundfunk 2007, Erstsendung: 5. März 2007, SWR2.